# Miloš Volešák
Miloš Volešák (Trenčín, 20 aprile 1984) è un ex calciatore slovacco, di ruolo portiere.

## Carriera

### Club
Il 3 settembre 2014 viene acquistato a titolo definitivo dalla squadra slovacca dello Žilina.

### Nazionale
Ha giocato nelle nazionali giovanili slovacche Under-16, Under-20 ed Under-21.

## Statistiche

### Presenze e reti nei club
Statistiche aggiornate al 14 aprile 2018.
| Stagione        | Squadra         | Campionato      | Campionato | Campionato | Coppe nazionali | Coppe nazionali | Coppe nazionali | Coppe internazionali | Coppe internazionali | Coppe internazionali | Altre coppe | Altre coppe | Altre coppe | Totale | Totale |
| Stagione        | Squadra         | Comp            | Pres       | Reti       | Comp            | Pres            | Reti            | Comp                 | Pres                 | Reti                 | Comp        | Pres        | Reti        | Pres   | Reti   |
| --------------- | --------------- | --------------- | ---------- | ---------- | --------------- | --------------- | --------------- | -------------------- | -------------------- | -------------------- | ----------- | ----------- | ----------- | ------ | ------ |
| 2004-2005       | AS Trenčín      | SL              | 14         | -22        | CS              | ?               | -?              | -                    | -                    | -                    | -           | -           | -           | 14     | -22    |
| 2005-2006       | AS Trenčín      | SL              | 5          | -7         | CS              | ?               | -?              | -                    | -                    | -                    | -           | -           | -           | 5      | -7     |
| 2006-2007       | AS Trenčín      | SL              | ?          | -?         | CS              | ?               | -?              | -                    | -                    | -                    | -           | -           | -           | ?      | -?     |
| 2007-2008       | AS Trenčín      | SL              | 14         | -30        | CS              | ?               | -?              | -                    | -                    | -                    | -           | -           | -           | 14     | -30    |
| 2008-2009       | AS Trenčín      | 1L              | 33         | -?         | CS              | 0               | 0               | -                    | -                    | -                    | -           | -           | -           | 33     | -?     |
| 2009-2010       | AS Trenčín      | 1L              | 25         | -?         | CS              | 2               | -?              | -                    | -                    | -                    | -           | -           | -           | 27     | -?     |
| 2010-2011       | AS Trenčín      | 1L              | 31         | -?         | CS              | 2               | -?              | -                    | -                    | -                    | -           | -           | -           | 33     | -?     |
| 2011-2012       | AS Trenčín      | SL              | 32         | -47        | CS              | 2               | -1              | -                    | -                    | -                    | -           | -           | -           | 34     | -48    |
| 2012-2013       | AS Trenčín      | SL              | 33         | -34        | CS              | 0               | 0               | -                    | -                    | -                    | -           | -           | -           | 33     | -34    |
| Totale carriera | Totale carriera | Totale carriera | 187+       | -140+      |                 | 6+              | -1+             |                      | -                    | -                    |             | -           | -           | 193+   | -141+  |

## Palmarès

### Club

#### Competizioni nazionali
- 1. Slovenská Futbalová Liga: 1

AS Trenčín: 2010-2011